# JUNKのパーソナリティの変遷
TBSラジオをキーステーションに、JRN系列局で放送されている深夜放送のJUNKの、パーソナリティの変遷である。
- なおJUNK関連以外の番組は灰背景で表示する。

## 変遷の一覧

### 24時台
| 24時台                         | 24時台                                | 24時台                                | 24時台                                | 24時台                                | 24時台                             |
| 期間                           | パーソナリティ･番組名                 | パーソナリティ･番組名                 | パーソナリティ･番組名                 | パーソナリティ･番組名                 | パーソナリティ･番組名              |
| 期間                           | 月                                    | 火                                    | 水                                    | 木                                    | 金                                 |
| ------------------------------ | ------------------------------------- | ------------------------------------- | ------------------------------------- | ------------------------------------- | ---------------------------------- |
| 2000年4月3日 - 2000年9月29日   | キャンパスネット24                    | キャンパスネット24                    | キャンパスネット24                    | キャンパスネット24                    | キャンパスネット24                 |
| 2000年4月3日 - 2000年9月29日   | さくまあきら アリtoキリギリス         | 西口有香 鈴木麻里子                   | 向井政生                              | 保志総一朗                            | 326                                |
| 2000年10月2日 - 2001年3月30日  | 今井絵理子                            | タンポポ                              | Hysteric Blue                         | PIERROT                               | YOSHIKI                            |
| 2001年4月1日 - 2001年9月28日   | 今井絵理子                            | タンポポ                              | DA PUMP                               | 19                                    | YOSHIKI                            |
| 2001年10月2日 - 2002年3月29日  | 今井絵理子                            | タンポポ                              | DA PUMP                               | 19                                    | ゴスペラーズ                       |
| 2002年4月1日 - 2003年3月28日   | 今井絵理子                            | タンポポ                              | DA PUMP                               | THE★SCANTY                            | ゴスペラーズ                       |
| 2003年3月31日 - 2003年9月26日  | 中川家                                | タンポポ                              | DA PUMP                               | チン☆パラ                             | ゴスペラーズ                       |
| 2003年9月29日 - 2005年4月1日   | 宮川賢                                | 宮川賢                                | 宮川賢                                | 宮川賢                                | 宮川賢                             |
| 2005年4月4日 - 2008年9月25日   | 宮川賢                                | 宮川賢                                | 宮川賢                                | 宮川賢                                | 城島茂 (TOKIO)                     |
| 2008年9月29日 - 2010年4月2日   | バナナマン                            | おぎやはぎ                            | エレ片                                | ケンドーコバヤシ                      | 城島茂 (TOKIO)                     |
| 2010年4月5日 - 2012年3月30日   | ニュース探究ラジオ Dig 深夜営業       | ニュース探究ラジオ Dig 深夜営業       | ニュース探究ラジオ Dig 深夜営業       | ニュース探究ラジオ Dig 深夜営業       | ニュース探究ラジオ Dig 深夜営業    |
| 2012年4月2日 - 2012年11月9日   | LINDA!〜今夜はあなたをねらい撃ち〜    | LINDA!〜今夜はあなたをねらい撃ち〜    | LINDA!〜今夜はあなたをねらい撃ち〜    | LINDA!〜今夜はあなたをねらい撃ち〜    | LINDA!〜今夜はあなたをねらい撃ち〜 |
| 2012年11月12日 - 2013年3月28日 | LINDA!〜今夜はあなたをねらい撃ち〜    | LINDA!〜今夜はあなたをねらい撃ち〜    | LINDA!〜今夜はあなたをねらい撃ち〜    | LINDA!〜今夜はあなたをねらい撃ち〜    | 志村けんの夜の虫                   |
| 2013年4月1日 - 2014年3月28日   | 荻上チキ・Session-22 Midnight Session | 荻上チキ・Session-22 Midnight Session | 荻上チキ・Session-22 Midnight Session | 荻上チキ・Session-22 Midnight Session | 志村けんの夜の虫                   |
| 2014年3月31日 - 2016年9月30日  | 荻上チキ・Session-22 Midnight Session | 荻上チキ・Session-22 Midnight Session | 荻上チキ・Session-22 Midnight Session | 荻上チキ・Session-22 Midnight Session | 菊地成孔の粋な夜電波               |
| 2016年10月3日 - 2017年3月31日  | 東京ポッド許可局                      | アルコ&ピース                         | うしろシティ                          | ハライチ                              | 菊地成孔の粋な夜電波               |
| 2017年4月3日 - 2021年3月26日   | 東京ポッド許可局                      | アルコ&ピース                         | うしろシティ                          | ハライチ                              | マイナビ Laughter Night            |
| 2021年3月29日 - 2022年3月25日  | 空気階段                              | アルコ&ピース                         | 24時のハコ                            | ハライチ                              | マイナビ Laughter Night            |
| 2022年3月28日 - 現在           | 空気階段                              | アルコ&ピース                         | オズワルド                            | ハライチ                              | マイナビ Laughter Night            |

### 25時台
| 25時台                        | 25時台                | 25時台                | 25時台                  | 25時台                | 25時台                | 25時台                                   |
| 期間                          | パーソナリティ･番組名 | パーソナリティ･番組名 | パーソナリティ･番組名   | パーソナリティ･番組名 | パーソナリティ･番組名 | パーソナリティ･番組名                    |
| 期間                          | 月                    | 火                    | 水                      | 木                    | 金                    | 土                                       |
| ----------------------------- | --------------------- | --------------------- | ----------------------- | --------------------- | --------------------- | ---------------------------------------- |
| 1995年10月9日 - 1996年3月30日 | 伊集院光              | 千原兄弟              | 佐竹雅昭                | コサキン              | 恵俊彰                | 松本梨香林原めぐみ                       |
| 1996年4月1日 - 1996年6月30日  | 伊集院光              | 千原兄弟              | 週替わり                | コサキン              | 恵俊彰                | 林原めぐみ大原のりえ                     |
| 1996年7月2日 - 1996年9月28日  | 伊集院光              | 千原兄弟              | 週替わり                | コサキン              | 恵俊彰                | 林原めぐみWE2                            |
| 1996年9月30日 - 1997年3月29日 | 伊集院光              | 笹野みちる            | 斉藤リョーツ 鈴木啓三郎 | コサキン              | 月替わり              | 林原めぐみWE2                            |
| 1997年3月31日 - 1997年9月27日 | 伊集院光              | 爆笑問題              | コサキン                | 笹野みちる            | 林原めぐみ            | 桜井智 向井政生大槻ケンヂ                |
| 1997年9月29日 - 1998年10月3日 | 伊集院光              | 爆笑問題              | コサキン                | 浦口直樹              | 林原めぐみ            | ウォーカーネットサタデー大槻ケンヂ       |
| 1998年10月5日 - 1999年1月2日  | 伊集院光              | 爆笑問題              | コサキン                | 月替わり              | 志賀大士              | ウォーカーネットサタデー大橋照子         |
| 1999年1月4日 - 1999年3月27日  | 伊集院光              | 爆笑問題              | コサキン                | Pierrot               | 志賀大士              | ウォーカーネットサタデー大橋照子         |
| 1999年3月29日 - 1999年10月1日 | 伊集院光              | 爆笑問題              | コサキン                | Pierrot               | 志賀大士              | ウォーカーネットサタデー東京魔人学園     |
| 1999年10月4日 - 2000年3月31日 | 伊集院光              | 爆笑問題              | コサキン                | TeKe2                 | ノブタケ              | SOLID東京魔人学園                        |
| 2000年4月3日 - 2000年9月29日  | 伊集院光              | 爆笑問題              | コサキン                | ノブタケ              | 志村けん 中山秀征     | SOLID國府田マリ子 阪口大助               |
| 2000年10月2日 - 2001年3月30日 | 伊集院光              | 爆笑問題              | コサキン                | 志村けん 中山秀征     | 極楽とんぼ            | 向井政生保志総一朗                       |
| 2001年4月2日 - 2001年9月29日  | 伊集院光              | 爆笑問題              | コサキン                | 鴻上尚史              | 極楽とんぼ            | 西口有香 鈴木麻里子國府田マリ子 阪口大助 |
| 2001年10月1日 - 2002年3月29日 | 伊集院光              | 爆笑問題              | コサキン                | 鴻上尚史              | 極楽とんぼ            | 水瀬さんち魔人學園・龍                   |
| 2002年4月1日 - 2002年9月28日  | 伊集院光              | 爆笑問題              | コサキン                | さまぁ～ず            | 極楽とんぼ            | 水瀬さんちLa G-onらいだーす              |
| 2002年9月30日 - 2003年3月29日 | 伊集院光              | 爆笑問題              | コサキン                | さまぁ～ず            | 極楽とんぼ            | 坂下千里子                               |
| 2003年3月31日 - 2004年3月27日 | 伊集院光              | 爆笑問題              | コサキン                | さまぁ～ず            | 極楽とんぼ            | ゴクラク! もえもえ ステーション          |
| 2004年3月29日 - 2004年9月25日 | 伊集院光              | 爆笑問題              | コサキン                | 中島知子              | 極楽とんぼ            | ゴクラク! もえもえ ステーション          |
| 2004年9月27日 - 2005年4月2日  | 伊集院光              | 爆笑問題              | 雨上がり決死隊          | 中島知子              | 極楽とんぼ            | ゴクラク! もえもえ ステーション          |
| 2005年4月4日 - 2005年10月1日  | 伊集院光              | 爆笑問題              | 雨上がり決死隊          | アンタッチャブル      | 極楽とんぼ            | （アニラジ枠）                           |
| 2005年10月3日 - 2006年4月1日  | 伊集院光              | 爆笑問題              | 雨上がり決死隊          | アンタッチャブル      | 極楽とんぼ            | 954 V-STATION                            |
| 2006年4月3日 - 2006年7月22日  | 伊集院光              | 爆笑問題              | 雨上がり決死隊          | アンタッチャブル      | 極楽とんぼ            | ふるチン                                 |
| 2006年7月24日 - 2006年9月30日 | 伊集院光              | 爆笑問題              | 雨上がり決死隊          | アンタッチャブル      | 交流戦                | ふるチン                                 |
| 2006年10月2日 - 2007年3月31日 | 伊集院光              | 爆笑問題              | 雨上がり決死隊          | アンタッチャブル      | おぎやはぎ            | ふるチン                                 |
| 2007年4月2日 - 2008年3月29日  | 伊集院光              | 爆笑問題              | 雨上がり決死隊          | アンタッチャブル      | おぎやはぎ            | MIXUP                                    |
| 2008年3月31日 - 2008年9月27日 | 伊集院光              | 爆笑問題              | 雨上がり決死隊          | アンタッチャブル      | おぎやはぎ            | イマドキッ                               |
| 2008年9月29日 - 2009年10月3日 | 伊集院光              | 爆笑問題              | 雨上がり決死隊          | アンタッチャブル      | 加藤浩次              | イマドキッ                               |
| 2009年10月5日 - 2010年4月3日  | 伊集院光              | 爆笑問題              | 雨上がり決死隊          | アンタッチャブル      | 加藤浩次              | MIXUP                                    |
| 2010年4月5日 - 2021年3月26日  | 伊集院光              | 爆笑問題              | 山里亮太                | おぎやはぎ            | バナナマン            | エレ片                                   |
| 2021年3月29日 - 現在          | 伊集院光              | 爆笑問題              | 山里亮太                | おぎやはぎ            | バナナマン            | エレ片                                   |

### 26時台
| 26時台                        | 26時台                | 26時台                | 26時台                  | 26時台                | 26時台                | 26時台                              |
| 期間                          | パーソナリティ･番組名 | パーソナリティ･番組名 | パーソナリティ･番組名   | パーソナリティ･番組名 | パーソナリティ･番組名 | パーソナリティ･番組名               |
| 期間                          | 月                    | 火                    | 水                      | 木                    | 金                    | 土                                  |
| ----------------------------- | --------------------- | --------------------- | ----------------------- | --------------------- | --------------------- | ----------------------------------- |
| 1995年10月9日 - 1996年3月30日 | 伊集院光              | 千原兄弟              | 佐竹雅昭                | コサキン              | 恵俊彰                | ますだおかだ                        |
| 1996年4月1日 - 1996年9月28日  | 伊集院光              | 千原兄弟              | 週替わり                | コサキン              | 恵俊彰                | マクロスワールド東京爆裂DJ          |
| 1996年9月30日 - 1997年3月29日 | 伊集院光              | 笹野みちる            | 斉藤リョーツ 鈴木啓三郎 | コサキン              | 月替わり              | 草地章江小島嵩弘                    |
| 1997年3月31日 - 1997年9月27日 | 伊集院光              | 爆笑問題              | コサキン                | 笹野みちる            | 月替わり              | ウルフルズ志賀大士                  |
| 1997年9月29日 - 1998年10月3日 | 伊集院光              | 爆笑問題              | コサキン                | 浦口直樹              | 奥井雅美              | ウルフルズ志賀大士                  |
| 1998年10月5日 - 1999年3月27日 | 伊集院光              | 爆笑問題              | コサキン                | 月替わり              | 志賀大士              | CLUB EdGE                           |
| 1999年3月29日 - 1999年10月2日 | 伊集院光              | 爆笑問題              | コサキン                | 月替わり              | 志賀大士              | ノブタケ赤坂お笑いDOJO              |
| 1999年10月4日 - 2000年4月1日  | 伊集院光              | 爆笑問題              | コサキン                | TeKe2                 | ノブタケ              | のりやす赤坂お笑いDOJO              |
| 2000年4月3日 - 2000年9月30日  | 伊集院光              | 爆笑問題              | コサキン                | ノブタケ              | Pierrot武居“M”征吾    | 坂下千里子赤坂お笑いDOJO            |
| 2000年10月2日 - 2001年3月30日 | 伊集院光              | 爆笑問題              | コサキン                | 坂下千里子            | 極楽とんぼ            | 國府田マリ子 阪口大助赤坂お笑いDOJO |
| 2001年4月2日 - 2002年3月29日  | 伊集院光              | 爆笑問題              | コサキン                | 鴻上尚史              | 極楽とんぼ            | 坂下千里子                          |
| 2002年4月1日 - 2002年9月28日  | 伊集院光              | 爆笑問題              | コサキン                | さまぁ～ず            | 極楽とんぼ            | 坂下千里子                          |
| 2002年9月30日 - 2004年3月27日 | 伊集院光              | 爆笑問題              | コサキン                | さまぁ～ず            | 極楽とんぼ            | ロック魂                            |
| 2004年3月29日 - 2004年9月25日 | 伊集院光              | 爆笑問題              | コサキン                | 中島知子              | 極楽とんぼ            | ロック魂                            |
| 2004年9月27日 - 2005年4月2日  | 伊集院光              | 爆笑問題              | 雨上がり決死隊          | 中島知子              | 極楽とんぼ            | （アニラジ枠）ロック魂              |
| 2005年4月4日 - 2006年4月1日   | 伊集院光              | 爆笑問題              | 雨上がり決死隊          | アンタッチャブル      | 極楽とんぼ            | （アニラジ枠）オンテナ              |
| 2006年4月3日 - 2006年7月22日  | 伊集院光              | 爆笑問題              | 雨上がり決死隊          | アンタッチャブル      | 極楽とんぼ            | 唐沢俊一オンテナ                    |
| 2006年7月24日 - 2006年9月30日 | 伊集院光              | 爆笑問題              | 雨上がり決死隊          | アンタッチャブル      | 交流戦                | 唐沢俊一オンテナ                    |
| 2006年10月2日 - 2007年3月31日 | 伊集院光              | 爆笑問題              | 雨上がり決死隊          | アンタッチャブル      | おぎやはぎ            | オンテナ                            |
| 2007年4月2日 - 2008年9月27日  | 伊集院光              | 爆笑問題              | 雨上がり決死隊          | アンタッチャブル      | おぎやはぎ            | MIXUP                               |
| 2008年9月29日 - 2010年4月3日  | 伊集院光              | 爆笑問題              | 雨上がり決死隊          | アンタッチャブル      | 加藤浩次              | MIXUP                               |
| 2010年4月5日 - 2021年3月26日  | 伊集院光              | 爆笑問題              | 山里亮太                | おぎやはぎ            | バナナマン            | エレ片                              |
| 2021年3月29日 - 現在          | 伊集院光              | 爆笑問題              | 山里亮太                | おぎやはぎ            | バナナマン            | 東京ポッド許可局                    |

### 27時台
| 27時台                         | 27時台                | 27時台                   | 27時台                | 27時台                  | 27時台                |
| 期間                           | パーソナリティ･番組名 | パーソナリティ･番組名    | パーソナリティ･番組名 | パーソナリティ･番組名   | パーソナリティ･番組名 |
| 期間                           | 月                    | 火                       | 水                    | 木                      | 金                    |
| ------------------------------ | --------------------- | ------------------------ | --------------------- | ----------------------- | --------------------- |
| 1998年10月5日 - 1999年10月1日  | 矢村貴子              | 矢村貴子                 | 遠藤千芽              | 遠藤千芽                | 川辺小都子            |
| 1999年10月4日 - 2002年3月29日  | 矢村貴子              | 矢村貴子                 | 矢村貴子              | 矢村貴子                | 矢村貴子              |
| 2002年4月1日 - 2002年9月27日   | 矢村貴子              | 矢村貴子                 | 矢村貴子              | 矢村貴子 P.I.MONSTER    | 矢村貴子 行達也       |
| 2002年9月30日 - 2003年3月28日  | 矢村貴子              | 矢村貴子                 | 矢村貴子              | 矢村貴子 スピードワゴン | 矢村貴子 行達也       |
| 2003年3月31日 - 2003年9月26日  | 矢村貴子              | 矢村貴子 行達也          | 矢村貴子 伊藤浩樹     | 矢村貴子 スピードワゴン | 矢村貴子              |
| 2003年9月29日 - 2004年9月24日  | 矢村貴子              | 矢村貴子                 | 中川家                | スピードワゴン          | 矢村貴子 オノアヤコ   |
| 2004年9月27日 - 2005年4月1日   | 矢村貴子              | 矢村貴子 行達也 矢野絢子 | 中川家                | スピードワゴン          | 矢村貴子 オノアヤコ   |
| 2005年4月4日 - 2006年3月31日   | 笑い飯                | 波田陽区                 | 陣内智則              | スピードワゴン          | 原口あきまさ はなわ   |
| 2006年4月3日 - 2006年9月29日   | 笑い飯                | 波田陽区                 | スピードワゴン        | カンニング竹山          | エレ片                |
| 2006年10月2日 - 2007年3月30日  | 笑い飯                | タカアンドトシ           | スピードワゴン        | カンニング竹山          | エレ片                |
| 2007年4月2日 - 2008年9月27日   | バナナマン            | タカアンドトシ           | エレ片                | カンニング竹山          | 加藤浩次              |
| 2008年9月27日 - 2008年12月26日 | 栗原美和              | 斎藤茂                   | 斎藤茂                | 斎藤茂                  | 斎藤茂                |
| 2008年12月29日 - 2009年3月27日 | 斎藤茂                | 斎藤茂                   | 斎藤茂                | 斎藤茂                  | 週替わり              |
| 2009年3月29日 - 2010年4月2日   | 斎藤茂                | 斎藤茂                   | 斎藤茂                | 斎藤茂                  | 森雄一                |
| 2010年4月5日 - 2012年3月30日   | 向井政生              | 向井政生                 | 向井政生              | 向井政生                | 向井政生              |
| 2012年4月2日 - 2013年3月29日   | 向井政生              | 吉田明世                 | 向井政生              | 吉田明世                | 向井政生              |
| 2013年4月1日 - 2015年3月27日   | 向井政生              | 林みなほ                 | 向井政生              | 林みなほ                | 向井政生              |
| 2015年3月30日 - 2017年3月31日  | 海保知里              | 海保知里                 | 池田めぐみ            | 池田めぐみ              | 池田めぐみ            |
| 2017年4月3日 - 2020年9月25日   | 小森谷徹              | 小森谷徹                 | 池田めぐみ            | 池田めぐみ              | 池田めぐみ            |
| 2020年9月28日 - 現在           | CITY CHILL CLUB       | CITY CHILL CLUB          | CITY CHILL CLUB       | CITY CHILL CLUB         | CITY CHILL CLUB       |